# Listă de filme românești/C
Aceasta este o listă de filme românești (artistice, de animație și documentare) care încep cu litera C:

## 0–9
- C Block Story (Poveste la scara 'C')[1] (2002) (Scurt metraj)

## a
- Ca-n filme (1983)
- Cadavrul viu (1975)
- Calculatorul mărturisește (1982)
- Calea belșugului (1952)
- Calea Victoriei sau cheia visurilor (1965)
- California Dreamin' (Nesfârșit) (2007)
- Caligula (1988)
- Calomnierea calomniei (1970)
- Camera albă (1964)
- Campioana (1990)
- Campionii (1981)
- Can I Go Into the Water with a Tampon? (1996)
- Canarul și viscolul (1969)
- Cancerul (film) (1930)
- Cantata profană (1972)
- Cantonul părăsit (1985)
- Capcana (1974)
- Capcana (film din 1979) (1979)
- Capcana mercenarilor (1980)
- Capete, figuri politice (1927)
- Capul de rățoi (1992)
- Capul de zimbru (film TV, 1996)
- Caragiale (film) (1978)
- Caravana cinematografică (2009)
- Carol I - Un destin pentru România (2009)
- Cartier (film) (2001)
- Cartierul veseliei (1964)
- Casa de la miezul nopții (1976)
- Casa de pe strada noastră (1957)
- Casa din vis (1991)
- Casa dintre câmpuri (1980)
- Casa lui Călinescu (1968)
- Casa neterminată (1964)
- Casa noastră ca o floare (1963)
- Casanova, identitate feminină (2010)
- Castelanii (1964)
- Castelul condamnaților (1969)
- Castelul din Carpați (1981)
- Cazul D (1966)

## ă
- Cădere liberă (2000)
- Călătoria lui Gruber (2009)
- Călătorie de vis (2003)
- Călătorie imaginară (1964)
- Călătorie la oraș (2003) (Scurt metraj)
- Căldura (1969)
- Călimănești (film) (1913)
- Călușarii (film) (1968)
- Căluțul de foc (1959)
- Căruța cu mere (1983)
- Căsătorie cu repetiție (1985)
- Căsnicia nu-i o joacă (Teatru TV)
- Căutătorii de aur (1986)

## â
- Când bărbații devin soți (1969)
- Când primăvara e fierbinte (1960)
- Când vine barza (1984) (Teatru TV)
- Cântarea cântărilor (1993)
- Cântarea României (film) (1978)
- Cântec de leagăn (1966)
- Cântec în zori (1988)
- Cântec pentru fiul meu (1980)
- Cântec pentru veveriță (1972)
- Cântecele mării (1970)
- Cântecele Renașterii (1969)
- Cântecul tractoarelor (1959)

## e
- Ce bine era în Elada (1993)
- Ce lume veselă! (2003)
- Cea mai fericită fată din lume (2009)
- Ceața (1973)
- Ceferiștii (1954)
- Cei care plătesc cu viața (1989)
- Cei mai frumoși 20 de ani (1985)
- Cei mici despre lumea mare (1960)
- Cel mai iubit dintre pământeni (1993)
- Cele ce plutesc (2009)
- Celebrul 702 (1962)
- Centenarul eliberării Giurgiului (1929)
- Centenarul N. Bălcescu (1953)
- Centura vieții (1971)
- Cenușa păsării din vis (1989)
- Ceramica neagră de la Marginea (1972)
- Cercul (film din 1968) (1968)
- Cercul magic (1975)
- Cererea în căsătorie (1926)
- Cererea în căsătorie (1972) (Teatru TV)
- Cerul alunișului (1970)
- Cerul începe la etajul III (1967)
- Cerul n-are gratii (1962)
- Cetatea ascunsă (1987)
- Cetatea fermecată (1945)
- Cetatea Histria (1957)
- Cetatea Neamțului (1913)
- Cetăți ale industriei socialiste (1960)
- Cetăți și biserici fortificate în Transilvania (1976)
- Ceva bun de la viață (2011)
- Cezara (1997)

## f
- CFR - o simfonie a muncii (1938)

## h
- Chirița în provincie (film) (1985) (Teatru TV)
- Chirița la Iași (film) (1987)
- Chit în pericol (1957)

## i
- Cianura și picătura de ploaie (1978)
- Cimentul (1952)
- Cinci oameni la drum (1962)
- Cinci săptămâni în balon (1966)
- Cine are dreptate? (1990)
- Cine arvonește, acela plătește! (1989)
- Cine mă strigă? (1979)
- Cine va deschide ușa? (1967)
- Cine-i de vină? (1965)
- Ciocârlia (1955)
- Ciocârlia (film din 2002) (2002) (TV)
- Ciocoii (film) (1931)
- Ciocolată cu alune (1978)
- Ciprian Porumbescu (1972)
- Circuitul ciclist (1953)
- Circul vesel (2010)
- Cireșarii (1984)
- Citadela sfărâmată (1957)
- Ciubotele ogorului (1955)
- Ciucurencu (1964)
- Ciuleandra/Verklungene Traume (1930)
- Ciuleandra (1985)
- Ciulinii Bărăganului (1958)

## l
- Clepsidra (1972)
- Clipa (1979)
- Clockmaker (1998) (V)
- Cloșca cu pui (film) (1958)

## o
- Coana Chirița (1986)
- Cocenel (1965)
- Cocenel ucenic (1971)
- Cocoșelul de hârtie (1965)
- Cocoșul decapitat (2007)
- Cocsul (1961)
- Codin (1962)
- Colegialitate (1968)
- Colierul de turcoaze (1985)
- Colivia (2010)
- Colțuri din România (1936)
- Columna (1968)
- Comedie de modă veche (1975)
- Comedie fantastică (1975)
- Comoara (1982)
- Comoara din deal (1975) (Teatru)
- Comoara din Vadul Vechi (1964)
- Comoara furată (1913)
- Componenta gamma (1970)
- Compromisul dragostei (1995)
- Concert în re minor (1970)
- Concluzie (film) (2005) (scurt metraj)
- Concurs (1982)
- Confesiune (1994)
- Conrad Haas (1984)
- Conspirația (1972)
- Contra timp (2008)
- Contra Timp 2: Fără Scăpare (2009)
- Conu Leonida față cu reacțiunea (film) (2001) (TV)
- Convergență (1968)
- Convoiul (1981)
- Cooperația (1930)
- Copiii, iar copiii (1966)
- Copilăria lui Icar (2009)
- Corigența domnului profesor (1966)
- Cornova (1931)
- Coroana de foc (1990)
- Cortul (1998)
- Corul pompierilor (2000)
- Costandina (1977) (Teatru)
- Cota 789 - Ultima redută (2009)
- Cotele apelor Dunării (1971)
- Cotidiene (1964)

## r
- Craii de Curtea Veche (film) (1995)
- Creierul uzinei (1970)
- Croaziera (1981)
- Crucea de piatră (1993)

## u
- Cu acul și ața (1966)
- Cu fața spre public (1956)
- Cu fruntea-n soare (APACA) (1948)
- Cu Marincea e ceva (1954)
- Cu mâinile curate (1972)
- Cu toată dragostea (1984) (Teatru)
- Cucerirea Angliei (1990)
- Cuibul de viespi (1986)
- Cuibul salamandrelor (1976)
- Cuiul (1963)
- Culegere de dansuri românești (1956)
- Cum mi-am petrecut sfârșitul lumii (2006)
- Cum vă place? (1992) (TV)
- Cumpăr Dog Arlechin (1997) (Teatru)
- Cununa de lauri (1986)
- Curat Caragiale! Parol! (2002) (Teatru TV)
- Curiosul (1969)
- Cursa (1975)
- Cutia cu muzicuțe (1954)
- Cuțitul (1971)